# Vicente Calderón Pérez-Cavada
Vicente Calderón Pérez-Cavada (Torrelavega, 27 maggio 1913 – Madrid, 24 marzo 1987) è stato un imprenditore, banchiere e dirigente sportivo spagnolo, noto per essere stato il presidente dell'Atlético Madrid complessivamente per 21 anni.

## Biografia
Vicente Calderón è stato un imprenditore spagnolo nato a Torrelavega nella comunità autonoma della Cantabria nel 1913. Rimasto orfano a vent'anni, si è fatto strada con le sue sole forze, mettendo su una piccola impresa per l'importazione di prodotti dalle Isole Canarie, diventando così uno stimato businessman. È stato consigliere del Banco de Valladolid, arrivando a possedere il 20% delle azioni. Nel febbraio del 1978 successe a Domingo López Alonso come presidente esecutivo e azionista di maggioranza, fino al luglio dello stesso anno.
Il suo sviluppo professionale è avvenuto per lo più a Madrid, dove fu presidente di 37 società anonime, ma altrettanto importante fu il contributo che diede allo sviluppo del turismo nella località valenziana di Gandía, attraverso la trasformazione urbanistica del Grao de Gandía. Fu seppellito proprio a Gandía per sua stessa volontà.
Si sposò con María de los Ángeles Suárez, dalla quale ebbe quattro figli. È stato un uomo dalla salute cagionevole ed è morto il 24 marzo del 1987 a causa di un infarto.

## Presidente dell'Atlético Madrid
Il 21 gennaio del 1964 l'allora presidente dell'Atlético Madrid Javier Barroso si dimise, con il club che si trovava in una grave crisi sportiva ed economica. Vicente Calderón ne assunse dunque la presidenza in forma provvisoria, appoggiato da Manuel Olalde e altri dirigenti, e il 17 marzo dello stesso anno fu eletto presidente.
In poco tempo riuscì a sbloccare la difficile situazione economica, che impediva la costruzione del nuovo stadio, in sostituzione del vecchio Metropolitano, sulla riva del Manzanarre dal 1961. In soli due anni, l'Atlético Madrid finalizzò la costruzione dell'Estadio del Manzanares, che venne inaugurato nel 1966. Poco dopo, come riconoscimento per la gestione del suo presidente, lo stadio rilevò il suo nome e fu denominato Estadio Vicente Calderón.
Il club, sotto la presidenza Calderón, iniziò una tappa importante nel suo cammino sportivo e raggiunse una certa stabilità economica.
Il 16 giugno 1980 il presidente si dimise dalla sua carica e l'Atlético Madrid entrò in una fase complicata, con una presidenza piuttosto polemica (quella di Alfonso Cabeza) e altre tre presidenze provvisorie. Tutto ciò fece sì che il 23 luglio del 1982 l'assemblea generale del club tornò a eleggere come presidente Vicente Calderón, il quale ne prese possesso una settimana dopo.
La nuova gestione Calderón non ebbe però lo stesso esito della prima, in un momento molto difficile per il calcio. Tuttavia il club riuscì ad aggiudicarsi una Coppa del Re.
Vicente Calderón morì di infarto il 24 marzo del 1987, lasciando la presidenza del club a Francisco Javier Castedo.

## Palmarès
Sotto la presidenza Calderón, l'Atlético ha vinto:
- Una Coppa Intercontinentale, nel 1974.
- Quattro Campionati Spagnoli (1965/66, 1969/70, 1972/73 e 1976/77).
- Quattro Coppe di Spagna (1965, 1972, 1976 e 1985).
- Una Supercoppa di Spagna, nel 1985.

Si è altresì aggiudicato alcuni trofei minori come: due "Teresa Herrera", due "Colombino", cinque "Ramón de Carranza", quattro "Villa de Madrid", due "Mohamed V", un "Ciudad de Sao Paulo", un "Trofeo Ibérico", un "Ciudad de la Línea" e un "Ciudad de Ceuta"